# دونالد إل. تاكر
دونالد إل. تاكر (بالإنجليزية: Donald L. Tucker)‏ هو دبلوماسي وسياسي أمريكي، ولد في 23 يوليو 1935 في تالاهاسي في الولايات المتحدة. انتخب عضو مجلس نواب فلوريدا.